# Tituly a vyznamenání Salmána bin Abd al-Azíze

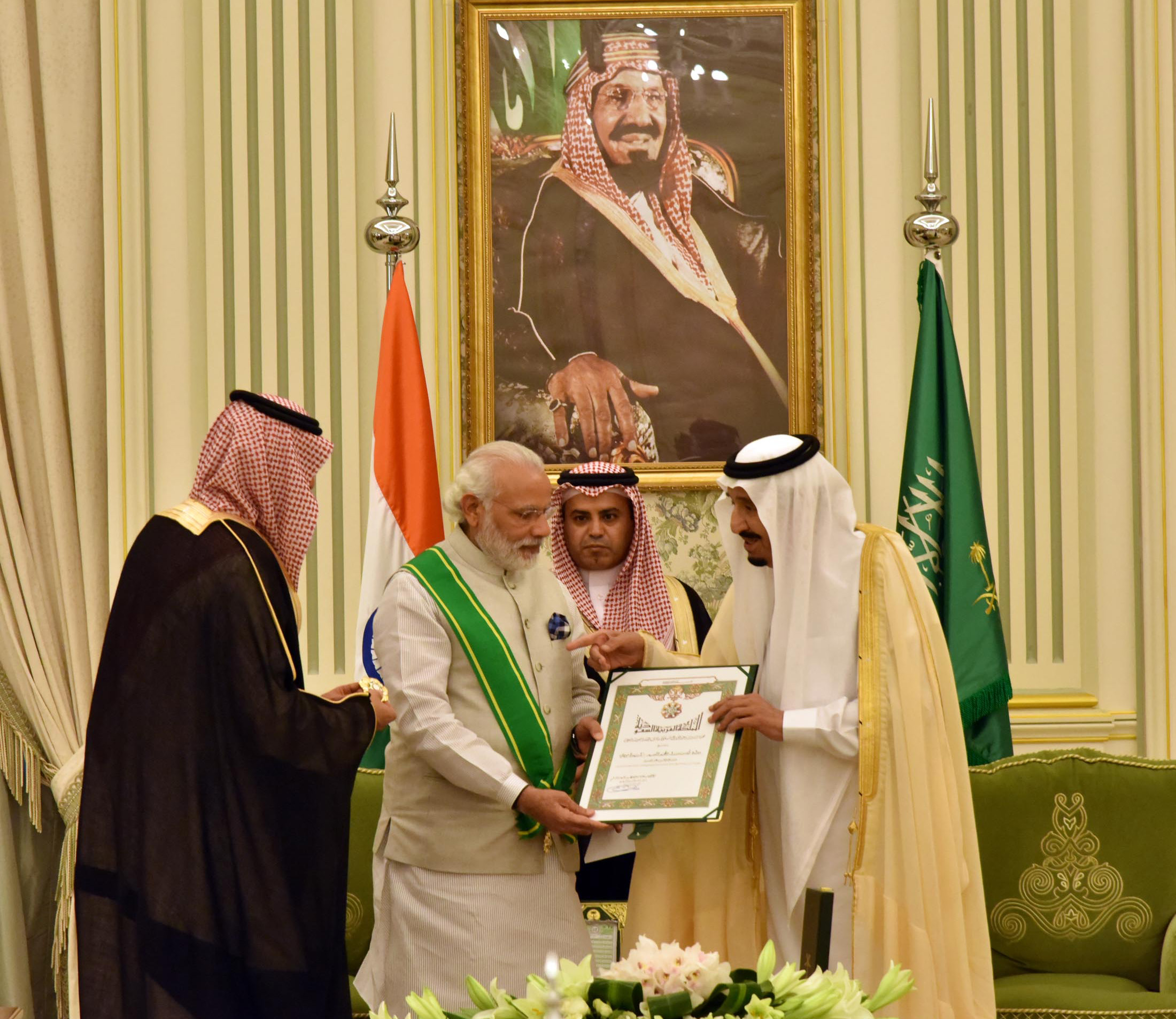
Král Salmán bin Abd al-Azíz předává nejvyšší saúdskoarabský Řád krále Abd al-Azíze

Salmán bin Abd al-Azíz, král Saúdské Arábie, během svého života obdržel řadu saúdskoarabských i zahraničních titulů a vyznamenání. Od nástupu na trůn v roce 2015 je nejvyšší představitelem řádů Saúdské Arábie.

## Tituly
- 31. prosince 1935 – 18. června 2012: Jeho královská Výsost princ Salmán bin Abd al-Azíz
- 18. června 2012 – 23. ledna 2015: Jeho královská Výsost korunní princ Saúdské Arábie
- 23. ledna 2015 – dosud: Opatrovník dvou svatých mešit Král Saúdské Arábie

## Vyznamenání

### Saúdskoarabská vyznamenání
Od nástupu na trůn 23. ledna 2015 je velmistrem národních řádů.
- velmistr Řádu krále Abd al-Azíze
- velmistr Řádu Fajsala

### Zahraniční vyznamenání
- Bahrajn
  -  řetěz Řádu šejka Isy ibn Salmána al Chalífy – 7. prosince 2016[1]
- Bangladéš
  - řetěz Řádu republiky – 2018[2]
- Brunej
  -  Královský rodinný řád koruny Bruneje – 4. března 2017[3]
- Džibutsko
  -  velkokříž Řádu velké hvězdy Džibutska – 18. října 2015 – udělil prezident Ismaïl Omar Guelleh[4]
- Egypt
  -  řetěz Řádu Nilu – 8. dubna 2016 – udělil prezident Abd al-Fattáh as-Sísí[5]
- Guinea
  -  velkokříž Národního řádu za zásluhy – 20. března 2016 – udělil prezident Alpha Condé[6]
- Indonésie
  -  Řád hvězdy Indonéské republiky I. třídy – 1. března 2017 – udělil prezident Joko Widodo[7]
- Japonsko
  -  velkokříž s řetězem Řádu chryzantémy – 13. března 2017[8]
- Jemen
  -  Řád jednoty I. třídy – 22. května 2001
- Jižní Afrika
  -  velkokříž Řádu dobré naděje – 28. března 2016
- Jordánsko
  -  řetěz Řádu al-Husajna bin Alího – 28. března 2017[9]
- Kuvajt
  -  řetěz Řádu Kuvajtu – 8. prosince 2016[10]
  -  řetěz Řádu Mubáraka Velikého – 8. prosince 2016[10]
- Malajsie
  -  Řád obránce říše – 8. prosince 1982[11]
  -  Řád říšské koruny – 26. února 2017[12]
- Maroko
  -  velkokříž Řádu Ouissam Alaouite – 1987
  - řetěz Řádu Muhammada – 2016
- Mexiko
  -  řádový řetěz Řádu aztéckého orla – 13. ledna 2016 – udělil prezident Enrique Peña Nieto[13]
- Niger
  -  velkokomtur Národního řádu Nigeru – 10. května 2015[14]
- Pákistán
  -  Řád Pákistánu I. třídy – 4. března 2015
- Palestina
  -  řetěz Řádu palestinské hvězdy – 30. prosince 2015 – udělil prezident Mahmúd Abbás[15]
- Senegal
  -  velkokříž Řádu za zásluhy – 1. července 1999
  -  velkokříž Národního řádu lva – 1. dubna 2015 – udělil prezident Macky Sall[16]
- Sierra Leone
  -  řetěz Řádu republiky – 20. května 2017[17]
- Spojené arabské emiráty
  -  řetěz Řádu Zajda – 3. prosince 2016 – udělil Muhammad bin Rášid Ál Maktúm[18]
- Španělsko
  -  velkokříž Řádu za občanské zásluhy – 15. února 1974 – udělil Francisco Franco[19]
- Tunisko
  -  velkostuha Řádu republiky – 29. března 2019 – udělil prezident Kaíd Sibsí[20]
- Turecko
  -  Řád Turecké republiky – 12. dubna 2016 – udělil prezident Recep Tayyip Erdoğan[21][22]
- Ukrajina
  -  Řád knížete Jaroslava Moudrého I. třídy – 1. listopadu 2017 – udělil prezident Petro Porošenko za významný osobní přínos k rozvoji mezistátních vztahů mezi Ukrajinou a Saúdskou Arábií[23][24]